# Marezinha
Marezinha é um bairro de pescadores artesanais do município baiano de Madre de Deus, surgido ao redor da residência do senhor Antônio Pitiguara e da colônia de pescadores local.
Atualmente, além de abrigar a colônia de pescadores Z-48, é lá onde está sediada a principal ONG de proteção ecológica de Madre de Deus, a Cururupeba Organização Sócio-Ambientalista.
No bairro também é realizada a Festa de Iemanjá.